# ستان رامزي
ستان رامزي (بالإنجليزية: Stan Ramsay)‏ هو مدرب كرة قدم ولاعب كرة قدم بريطاني (وحمل سابقاً جنسية المملكة المتحدة لبريطانيا العظمى وأيرلندا) في مركز الوسط، ولد في 10 أغسطس 1904، وتوفي في 19 يوليو 1989. لعب مع نادي بلاكبول.